# Eugenio Dolmo Flores
Mario Eugenio Dolmo Flores (né le 31 juillet 1965 à Puerto Cortés au Honduras) est un joueur de football international hondurien, qui évoluait au poste d'attaquant.

## Biographie

### Carrière en sélection
Avec l'équipe du Honduras, il joue 42 matchs (pour 6 buts inscrits) entre 1988 et 1997. 
Il figure notamment dans le groupe des sélectionnés lors des Gold Cup de 1991 et de 1993.
Il joue également 12 matchs comptant pour les tours préliminaires de la coupe du monde 1994.

## Palmarès
Honduras
- Gold Cup :
  - Finaliste : 1991

 CD Olimpia
- Championnat du Honduras :
  - Champion en 1986, 1987, 1996, 1997, 1999 (C)
- Coupe du Honduras :
  - Vainqueur : 1996, 1999
  - Finaliste : 1998
- Supercoupe du Honduras :
  - Vainqueur : 1997
- Coupe des champions de la CONCACAF :
  - Vainqueur : 1988